# بوبي كلارك (لاعب كرة قاعدة)
بوبي كلارك (بالإنجليزية: Bobby Clark)‏ هو لاعب كرة قاعدة أمريكي، ولد في 13 يونيو 1955.

## وصلات خارجية
- بوبي كلارك على موقعبيزبول رفرنس.كوم (الدوري الرئيسي) (الإنجليزية)
- بوبي كلارك على موقعبيزبول رفرنس.كوم (الدوري الثانوي) (الإنجليزية)
- بوبي كلارك على موقع مشجعي الرسوم البيانية (الإنجليزية)